# Ectomorphed works
Ectomorphed Works är det remixalbum av L'Arc-en-Ciel. Det gavs ut 28 juni 2000 på Ki/oon Records.
 Alla mixar är gjorda av bandets trummis, Yukihiro.

## Låtlista
| Nr | Titel                                                                                         | Text     | Musik    |
| -- | --------------------------------------------------------------------------------------------- | -------- | -------- |
| 1  | Larva [Ectomorphed Long Mix]                                                                  | ‐        | Yukihiro |
| 2  | Trick [New² Wave of Japanese Heavy Metal Mix]                                                 | Yukihiro | Yukihiro |
| 3  | Kasou [0628 Mix] (花葬 Blommajordfästning?)                                                   | Hyde     | Ken      |
| 4  | Fate [Everybody Knows but God Mix]                                                            | Hyde     | Ken      |
| 5  | Shinshoku ~Lose Control~ [Ectoborn Mix] (浸食 ~lose control~ Erosion?)                        | Hyde     | Ken      |
| 6  | A Swell in the Sun [System in Chaos Mix]                                                      | Hyde     | Yukihiro |
| 7  | L'Heure [Quiet Afternoon Mix] (Timmen)                                                        | Yukihiro | Yukihiro |
| 8  | Cradle [Down to the Moon Mix]                                                                 | Hyde     | Yukihiro |
| 9  | Shinjitsu to Gensou to [Out of the Reality Mix #2] (真実と幻想と Med Sanningen och Fantasin?) | Hyde     | Ken      |
| 10 | Metropolis [Android Goes to be a Deep Sleep Mix]                                              | Hyde     | Ken      |